# Richard Garnett

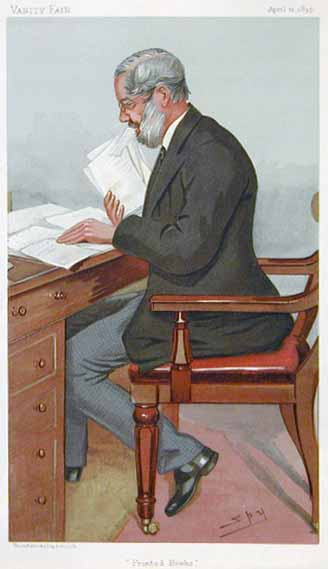
Richard Garnett i Vanity Fair (1895)

Richard Garnett, född den 27 februari 1835 i Lichfield, död den 13 april 1906 i London, var en engelsk biblioteksman och skriftställare, far till Edward Garnett, farfar till David Garnett.
Garnett tjänstgjorde från 1851 i British Museums bibliotek, där han 1875 blev föreståndare för det stora läsrummet och 1890 bibliotekarie; 1899 tog han avsked. Sedan 1895 var han president i Bibliographical Society. 
Garnett utvecklade en mycket betydande verksamhet som utgivare, bland annat av otryckta Shelley-dikter (1862), som han funnit, Beckfords "Vathek" (1893), De Quinceys "Confessions of An Opium Eater" (1885) med flera och redigerade 1881-90 British Museums accessionskatalog. 
Till "Dictionary of National Biography" och "Encyclopædia Britannica" med flera publikationer bidrog han med ett mycket stort antal biografiska uppsatser.
Större arbeten av Garnett är Life of Thomas Carlyle (1887), Life of R. W. Emerson (1888), Life of Milton (1890), The age of Dryden (1895), William Blake (samma år), History of Italian Literature (1898), Life of E. G. Wakefield (samma år), Essays of An Ex-Librarian (1901) och William Shakespeare (1905). 
I förening med Edmund Gosse utgav Garnett en illustrerad "English Literature" (1903-04). Dessutom skrev Garnett dikter och berättelser, som hör till den nyklassiska riktningen under Matthew Arnolds inflytande.